# Jan Miner
Pour les articles homonymes, voir Miner.
Janice « Jan » Miner, née le 15 octobre 1917 à Boston (Massachusetts), morte le 15 février 2004 à Bethel (comté de Fairfield, Connecticut), est une actrice américaine.

## Biographie
Jan Miner débute au théâtre dans sa ville natale en 1945. À Broadway (New York), elle joue à partir de 1960 dans douze pièces, dont La Dame aux camélias d'Alexandre Dumas fils (1963, avec Susan Strasberg dans le rôle-titre et Frank Silvera), Othello (1970, avec Moses Gunn dans le rôle-titre et James Cromwell) puis Roméo et Juliette (1977, avec Armand Assante et Jack Gwillim) de William Shakespeare et, pour sa dernière prestation à Broadway, La Maison des cœurs brisés de George Bernard Shaw (1984, avec Rex Harrison et Amy Irving).
Toujours à New York, elle se produit aussi Off-Broadway dans sept pièces, la première en 1962. Là, sa deuxième pièce est une adaptation des Parents terribles de Jean Cocteau (1962-1963, avec Susan Cabot) ; son ultime pièce Off-Broadway est Richard et le Dandy (en) d'Arthur Wing Pinero (1988, avec Edward Hibbert et J. K. Simmons).
Au cinéma, elle contribue à seulement cinq films américains, Le Plongeon de Frank Perry (1968, avec Burt Lancaster et Janice Rule), Lenny de Bob Fosse (1974, avec Dustin Hoffman et Valerie Perrine), Willie & Phil de Paul Mazursky (1980, avec Michael Ontkean et Ray Sharkey), Un amour infini de Franco Zeffirelli, déjà croisé à Broadway (1981, avec Brooke Shields et Shirley Knight), et enfin Les Deux Sirènes de Richard Benjamin (1991, avec Cher et Winona Ryder).
À la télévision américaine, elle apparaît entre 1949 et 1997 dans vingt-quatre séries, dont Naked City (cinq épisodes, 1958-1962), Au fil des jours (un épisode, 1978), Cagney et Lacey (un épisode, 1983) et New York, police judiciaire (son avant-dernière série, un épisode, 1994).
S'ajoutent trois téléfilms, les deux premiers diffusés respectivement en 1973 et 1980 ; le troisième est Gertrude Stein and a Companion d'Ira Cirker (1987, adaptation de la pièce éponyme jouée Off-Broadway en 1986), avec Jan Miner — personnifiant Gertrude Stein — et Marian Seldes reprenant leurs rôles respectifs.
Enfin, durant sa carrière, elle est également active à la radio dans des séries, comme Hilltop House (en) (1948-1957), dans le rôle récurrent de Julie Erickson.
Jan Miner meurt début 2004, à 86 ans.

## Théâtre (sélection)

### Broadway
- 1960 : Viva Madison Avenue! de George Panetta : Peggy
- 1963 : Le train de l'aube ne s'arrête plus ici (en) (The Milk Train Doesn't Stop Anymore) de Tennessee Williams, musique de scène de Paul Bowles, décors et lumières de Jo Mielziner : Vera Ridgeway Condotti / Flora Goforth (doubllure)
- 1963 : La Dame aux camélias (The Lady of the Camelias) d'Alexandre Dumas fils, adaptation de Terrence McNally, musique de scène de Ned Rorem, costumes de Marcel Escoffier et Pierre Cardin, décors et mise en scène de Franco Zeffirelli : Prudence
- 1967 : The Freaking Out of Stephanie Blake de Richard Chandler : Nancy Reed / Stephanie Blake (doublure)
- 1969-1972 : Libres sont les papillons de Leonard Gershe : Mme Baker (doublure)
- 1970 : Othello ou le Maure de Venise (Othello) de William Shakespeare : Emilia
- 1973 : Femmes (en) (The Women) de Clare Boothe Luce, décors d'Oliver Smith, costumes d'Ann Roth, mise en scène de Morton DaCosta : la comtesse de Lage[1]
- 1974 : Samedi, dimanche et lundi (Saturday Sunday Monday) d'Eduardo De Filippo, adaptation de Keith Waterhouse et Willis Hall, décors et mise en scène de Franco Zeffirelli : la tante Meme[2]
- 1976 : L'Héritière (The Heiress) d'Augustus et Ruth Goetz, d'après le roman Washington Square d'Henry James, décors d'Oliver Smith, costumes d'Ann Roth : Lavinia Penniman[3]
- 1977 : Roméo et Juliette (Romeo and Juliet) de William Shakespeare : la gouvernante de Juliette
- 1980 : Watch on the Rhine (en) de Lillian Hellman : Fanny Farrelly[4]
- 1984 : La Maison des cœurs brisés (Heartbreak House) de George Bernard Shaw, mise en scène d'Anthony Page : l'infirmière Guinness[5]

### Off-Broadway
- 1962 : Dumbell People in a Barbell World de Dan Blue : Alice Lamkin
- 1962-1963 : Les Parents terribles (Intimate Relations) de Jean Cocteau, adaptation de Charles Frank : Yvonne[6]
- 1965 : Les Femmes (The Wives) de Lionel Abel : la troisième femme
- 1968-1969 : The Autograph Hound et Lemonade de James Prideaux : Lila / Mable
- 1986 : Gertrude Stein and a Companion de Win Wells : Gertrude Stein
- 1988 : Richard et le Dandy (en) (Dandy Dick) d'Arthur Wing Pinero : Georgiana Tidman

## Filmographie

### Cinéma (intégrale)
- 1968 : Le Plongeon (The Swimmer) de Frank Perry : Lillian Hunsacker
- 1974 : Lenny de Bob Fosse : Sally Marr
- 1980 : Willie & Phil de Paul Mazursky : Maria Kaufman
- 1981 : Un amour infini (Endless Love) de Franco Zeffirelli : Mme Switzer
- 1991 : Les Deux Sirènes (Mermaids) de Richard Benjamin : la mère supérieure

### Télévision

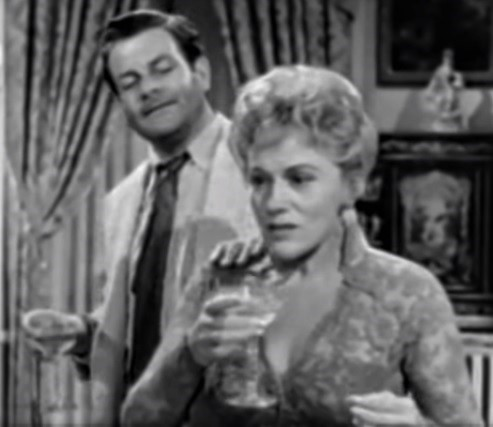
Avec Sean McClory, dans One Step Beyond, épisode L'Héritage (1959)

#### Séries (sélection)
- 1955 : Studio One, saison 8, épisode 10 Julie : la mère
- 1958-1962 : Naked City
  - Saison 1, épisode 6 Stake Out (1958 : Wilma Rogan) de Stuart Rosenberg et épisode 33 Turn of Events (1959 : Elsie Knauf) de John Brahm
  - Saison 2, épisode 1 A Death of Princes (1960 : Lia Wallace) de John Brahm et épisode 30 Sweet Prince of Delancey Street (1961 : Rosie Wilkin)
  - Saison 4, épisode 5 Kill Me While I'm Young So I Can Die Happy! (1962) de Denis Sanders : la superintendante
- 1959 : One Step Beyond, saison 2, épisode 6 L'Héritage (The Inheritance) de John Newland : Grace Harkness
- 1963-1964 : Les Accusés (The Defenders)
  - Saison 3, épisode 1 The Weeping Baboon (1963) de Stuart Rosenberg : Mme Thomas
  - Saison 4, épisode 9 Comeback (1964) de Stuart Rosenberg : Mme Berger
- 1978 : Au fil des jours (One Day at a Time), saison 3, épisode 17 The New Owner : Rose Stegemuller
- 1983 : Cagney et Lacey (Cagney & Lacey), saison 2, épisode 11 Rêves et Espoirs (Hopes and Dreams) : Stella Wall
- 1994 : New York, police judiciaire (Law & Order), saison 4, épisode 11 Au bénéfice du doute (Golden Years) : Edna Hodge

#### Téléfilms (intégrale)
- 1973 : Rx for the Defense de Ted Kotcheff : rôle non spécifié
- 1980 : F.D.R.: The Last Year d'Anthony Page : Daisy
- 1987 : Gertrude Stein and a Companion d'Ira Cirker : Gertrude Stein